# Wielki Okap na Kaczmarce
Wielki Okap na Kaczmarce – wielki okap na skale Wampirek we wsi Czatachowa w województwie śląskim, w powiecie myszkowskim, w gminie Żarki. Znajduje się w lesie, w pobliżu wąskiej asfaltowej drogi z Czatachowej do osady Ostrężnik. Drogą tą prowadzi niebieski Szlak Warowni Jurajskich.

## Opis obiektu
Skała Wampirek znajduje się po wschodniej stronie drogi na wzgórzu Kaczmarka. Jej okap to jeden z największych okapów na całej Wyżynie Krakowsko-Częstochowskiej. Znajduje się na wysokości 4–6 m nad ziemią, ma szerokość 22 m i wysięg do 5 m. Poprowadzono na nim wiele bardzo trudnych dróg wspinaczkowych.
Okap zbudowany jest z wielu przewieszonych warstw późnojurajskiego skalistego wapienia. Powstał w wyniku denudacji, a następnie mechanicznej erozji spowodowanej procesami eolitycznymi, zamrozem i insolacją. Zjawiska korasowe natomiast miały niewielki tylko udział w jego powstaniu. Jest widny i suchy,. Porastają go mchy, paprocie i paproć zanokcica skalna
Na ścianach porastają zanokcice skalne, mchy i porosty. Spąg poniżej okapu przykryty jest próchnicą zmieszaną z wapiennym gruzem, a po północnej stronie okapu leży kilka wielkich głazów.
Po raz pierwszy okap ten zinwentaryzował Kazimierz Kowalski w1951r., nadając mu nazwę „Schronisko w Lasach Złotego Potoku II”. Dokumentację i plan opracował M. Czepiel w październiku2000 r.

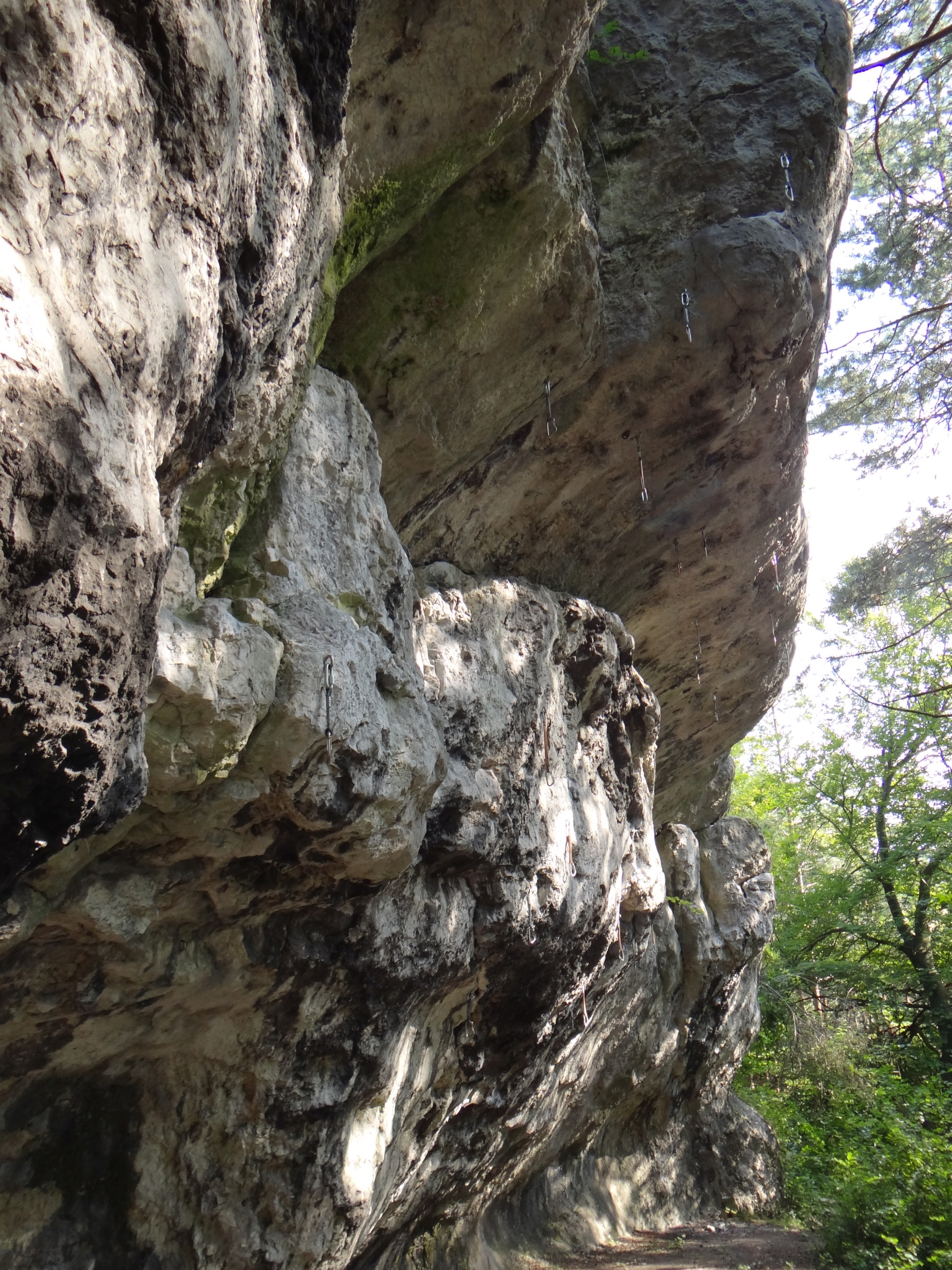

W skale Wampirek znajdują się jeszcze dwa inne obiekty jaskiniowe: Schronisko na Kaczmarce Drugie i Schronisko na Kaczmarce Ósme.